# Сапони (язык)
Сапони — почти вымерший папуасский язык Индонезии, на котором говорят всего 4 человека на внутреннем участке Варопен Варах и в деревне Ботава. Сапони разделяет половину базового словаря с языком расава, но их связь не доказана. В частности, местоимения в сапони имеют гораздо больше сходства с местоимениями в реконструированном прото-Восточном Бирдс-Хед языке (mamire «я, мы», ba «ты» и *meme «мы», *ba «ты» соответственно), чем с местоимениями в языках озерных равнин, к которым относится и расава.